# Linguagem de marcação

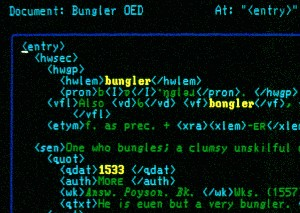
Imagem ilustrativa

Em informática, uma linguagem de marcação (do inglês: markup language) é um conjunto de sinais aplicados nos textos ou em dados para definir sua configuração e aparência em uma página web. O termo "marcação" vem da sinalética e das "marcas de revisão"  (em inglês: revision marks) utilizada por redatores em provas de impressão de jornais e manuscritos. As marcações não são exibidas no trabalho final, ou seja, a pessoa que acessa a página web online não consegue ver as marcações.
A marcação de dados, conceito recente, envolve a codificação simples de sequências de dados (no formato texto-puro) existente em um arquivo de computador, ou seja, é a capacidade de uma sequência de dados ser lida tanto por pessoas quanto por máquinas. Para esse fim, a linguagem mais utilizada atualmente é a XML (um subtipo da SGML) e suas variantes.

## História
A primeira linguagem de marcação criada foi a SGML (acrônimo de Standard Generalized Markup Language ou Linguagem Padronizada de Marcação Genérica - linguagem padrão ISO 8879) no final da década de 1960 com o objetivo de construir um sistema portável para manipulação de documentos. O desenvolvimento da SGML possibilitou o surgimento do HTML (HyperText Markup Language) no final da década de 1980, criado pelo pesquisador Berners-Lee, revolucionando a maneira de visualização das páginas online na Web. Atualizado em 2014 o HTML está na versão HTML5, que unificou tais melhorias e princípios.
Em 1996, o engenheiro Jon Bosak desenvolveu o XML (eXtensible Markup Language) também com base na linguagem SGML, com o intuito de utilizar as marcações para descrever a estrutura dos conteúdos, usando a potencialidade e flexibilidade da linguagem SGML de forma simplificada (embora sendo a forma restrita de SGML, o XML conserva todo o poder das características do antecessor sem a sua complexidade). Em 2000, foi desenvolvida a XHTML (eXtensible Hypertext Markup Language), combinando as linguagens HTML e XML. Sendo responsável pela melhoria na exibição de páginas online e na acessibilidade do conteúdo.

## Aplicação
Linguagens de marcação são usadas também na indústria editorial para marcar a formatação (ou exibição gráfica) de páginas. Se a marcação for padronizado, ou puder ser processado por um programa de computador, garante o intercâmbio de uma publicação complexa entre autores e entre editores. Uma linguagem de marcação amplamente usada para texto é a HTML, que vem perdendo espaço para a sua evolução, o XHTML por conta desta ser mais eficiente para separação entre a estrutura e o conteúdo de uma página de forma mais organizada e eficiente.
Exemplos de marcação de dados, são instruções de definição de tipo tais como aquelas encontradas em troff e LaTeX, e marcadores estruturais tais como etiquetas XML. Algumas linguagens de marcação, tal como HTML, possuem semântica de apresentação, isto é, esta linguagem também especifica como o dado estruturado será mostrado, porém outras linguagens de marcação, tal como XML, não possuem semântica predefinida.

## Exemplos
Exemplo da sintaxe SGML:
```
 <QUOTE TYPE="exemplo">
   Tipicamente algo como <ITALICS>isto</ITALICS>
 </QUOTE>
```

Exemplo da sintaxe XML:
```
<?xml version="1.0" encoding="ISO-8859-1"?>

<receita
 
nome=
"pão"
 
tempo_de_preparo=
"5 minutos"
 
tempo_de_cozimento=
"1 hora"
>

  
<titulo>
Pão
 
simples
</titulo>

  
<ingredientes>

    
<ingrediente
 
quantidade=
"3"
 
unidade=
"xícaras"
>
Farinha
 
de
 
Trigo
</ingrediente>

    
<ingrediente
 
quantidade=
"7"
 
unidade=
"gramas"
>
Fermento
</ingrediente>

    
<ingrediente
 
quantidade=
"1.5"
 
unidade=
"xícaras"
 
estado=
"morna"
>
Água
</ingrediente>

    
<ingrediente
 
quantidade=
"1"
 
unidade=
"colheres de chá"
>
Sal
</ingrediente>

  
</ingredientes>

  
<instrucoes>

    
<passo>
Misture
 
todos
 
os
 
ingredientes,
 
e
 
dissolva
 
bem.
</passo>

    
<passo>
Cubra
 
com
 
um
 
pano
 
e
 
deixe
 
por
 
uma
 
hora
 
em
 
um
 
local
 
morno.
</passo>

    
<passo>
Misture
 
novamente,
 
coloque
 
numa
 
bandeja
 
e
 
asse
 
num
 
forno.
</passo>

  
</instrucoes>

</receita>

```

Um exemplo de XHTML (usado dentro das tags <html></html>):
```
<
html
 
xmlns
=
"http://www.w3.org/1999/xhtml"
>

  
<
head
>

     
<
meta
 
http-equiv
=
"Content-Type"
 
content
=
"text/html; charset=UTF-8"
 
/>

     
<
title
>
Dados para Cadastro
</
title
>

  
</
head
>

  
<
body
>

     
<
form
 
action
=
""
>

        
<
fieldset
>

           
<
legend
>
Dados para Cadastro
</
legend
>

           
<
label
 
for
=
"nome"
>
Nome:
</
label
>
 
           
<
input
 
type
=
"text"
 
name
=
"nome"
 
id
=
"nome"
 
/><
br
 
/>

           
<
label
 
for
=
"tipo"
>
Tipo:
</
label
>
 
           
<
input
 
type
=
"text"
 
name
=
"tipo"
 
id
=
"tipo"
 
/><
br
 
/>

           
<
label
 
for
=
"data"
>
Data:
</
label
>

           
<
input
 
type
=
"text"
 
name
=
"data"
 
id
=
"data"
 
/><
br
 
/>

           
<
input
 
type
=
"submit"
 
value
=
"enviar"
 
/>

        
</
fieldset
>

     
</
form
>

  
</
body
>

</
html
>

```